# Luifer Hernández
Luifer Enrique Hernández Quintero (ur. 28 kwietnia 2001 w Puerto Cabello) – wenezuelski piłkarz występujący na pozycji napastnika, od 2025 roku zawodnik ekwadorskiego Vinotinto Ecuador.